# Roborace

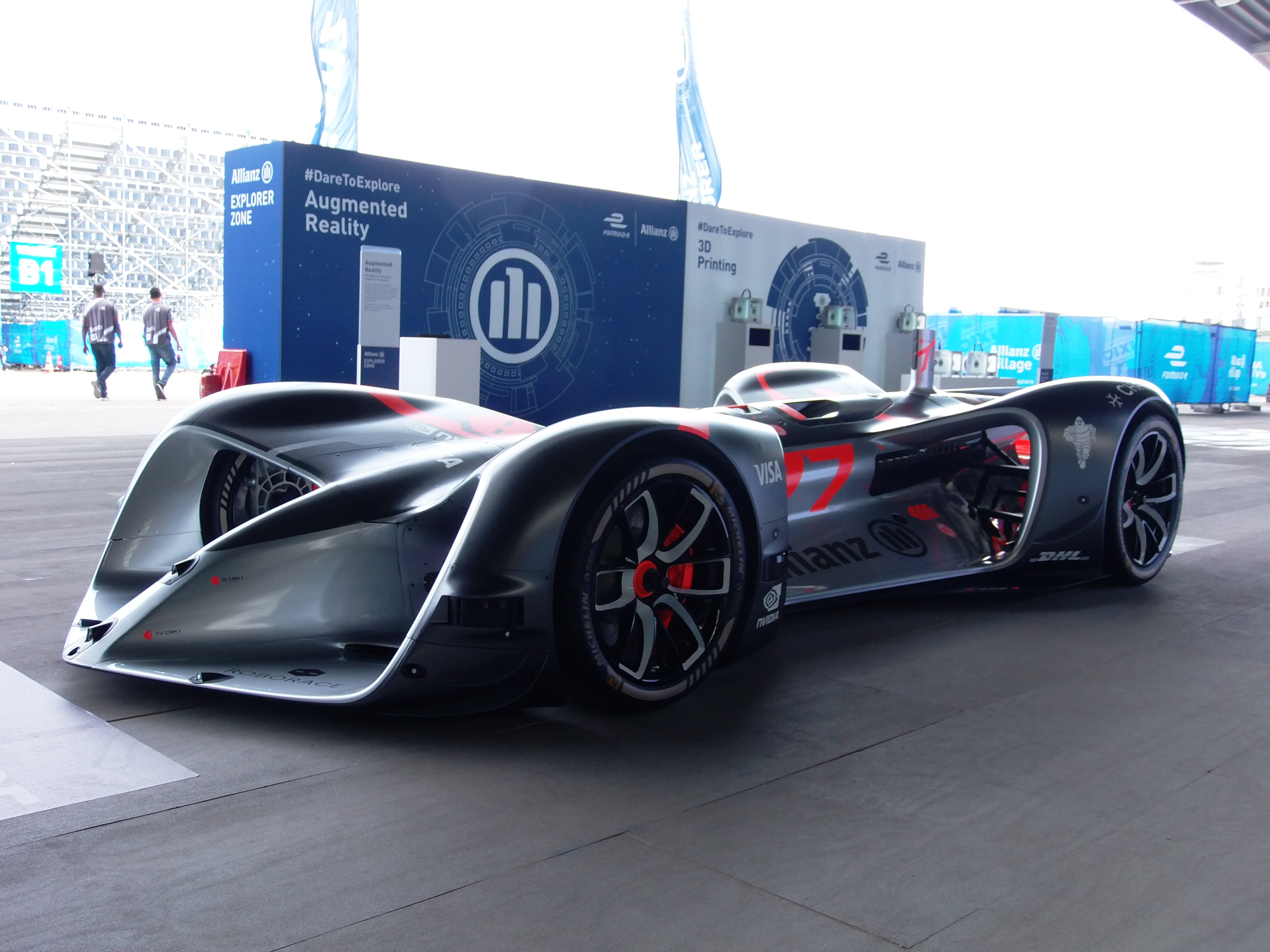
Robocar en el Berlín ePrix 2017.

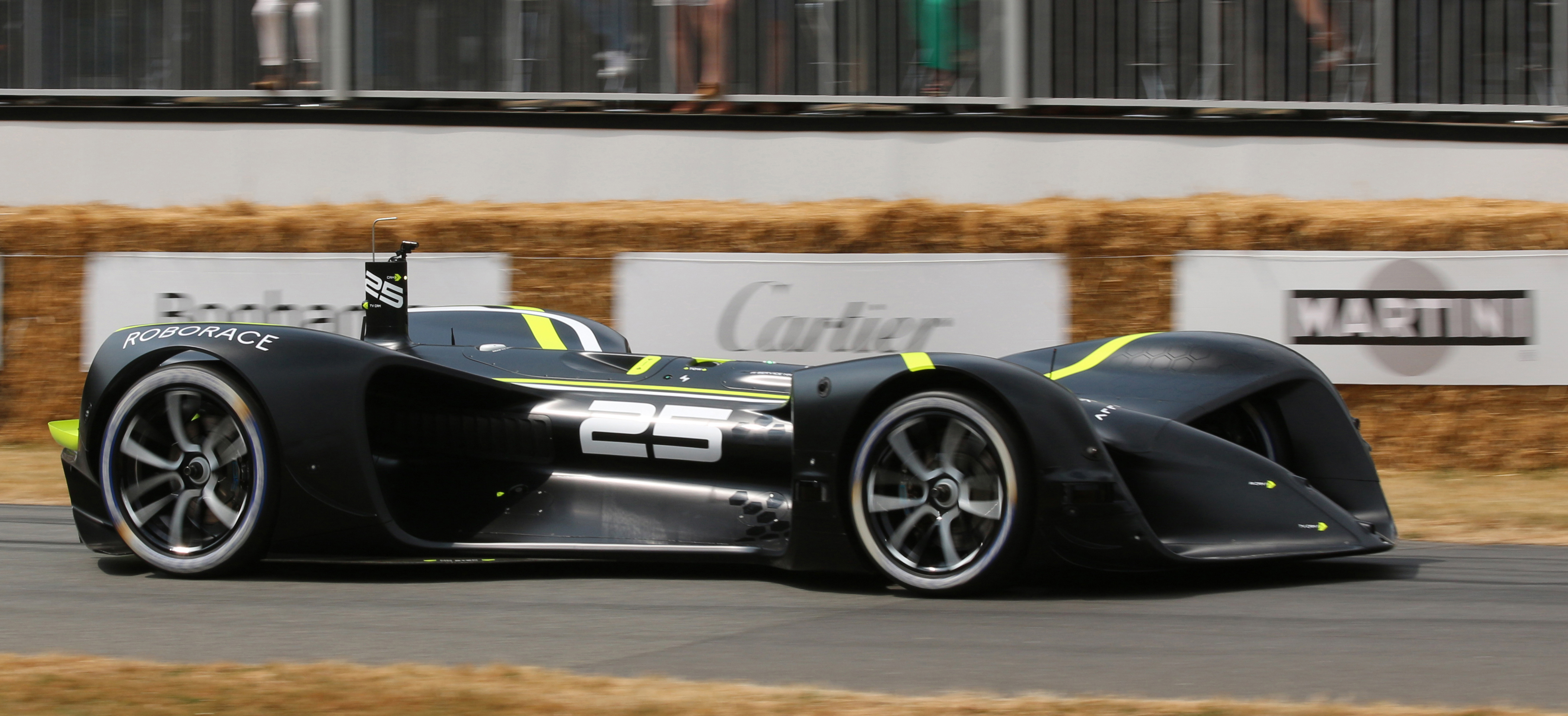
Robocar en el Festival de la Velocidad de Goodwood 2018.

Roborace será un campeonato de automovilismo de vehículos autónomos y eléctricos.
Las carreras tendrán lugar como complemento del campeonato de Fórmula E en los mismos circuitos, y será el primer campeonato mundial de vehículos sin piloto. Participarán diez equipos con dos vehículos cada uno, todos los equipos tendrán los mismos vehículos pero cada equipo desarrollará sus propios sistemas de inteligencia artificial que controlarán los vehículos.
Está previsto que las primeras carreras se celebren en 2022.